# Edmund von Werth
Edmund von Werth (* um 1232; † 14. Dezember 1292 in Schloss Alden Biesen) war Priester des Deutschen Ordens und Bischof des Bistums Kurland.
Wohl aus einer Familie von Ministerialen kommend, stammte er wohl von der Insel Niederwerth bei Koblenz. Sein Bruder war Pfarrer in der Nähe. Er selbst trat wohl in die Kommende Koblenz des Deutschen Ordens ein. Zu dieser Zeit waren bereits mehrere seiner Verwandten Ritterbrüder im Deutschen Orden.
Auf Empfehlung des Hochmeisters Anno von Sangerhausen 1263 zum Bischof von Kurland ernannt, empfing er kurz darauf die Bischofsweihe. Nachdem er die wichtigsten Angelegenheiten seines Bistums, das großteils erst noch erobert werden musste, geregelt hatte, verließ er spätestens 1267 das Deutschordensland und kehrte ins Reich zurück. Hier war er für die meiste Zeit seines Lebens als Weihbischof tätig und hielt sich vornehmlich im Rheinland auf.
Persönliche Verbindungen und die Nähe zu den Kommenden des Deutschen Ordens ermöglichten ihm hierbei wohl eine erste wirtschaftliche Absicherung. Um ihm eine gesicherte Existenz zu ermöglichen, erhielt er 1272 ein Haus in Andernach, das über verschiedene Einkünfte verfügte. Diese schienen das Einkommen seiner ungesicherten Diözese zu überschreiten, denn er machte keine Anstalten zur Rückkehr. Lediglich in der Zeit von 1290 bis 1291 findet er sich wieder dort. In dieser Zeit begründete er ein Domkapitel und nahm eine Landaufteilung zwischen Bischof und Kapitel vor. Anschließend reiste er ins Deutsche Reich zurück.
Edmund von Werth, der seine Tätigkeit vor allem im Gebiet des Rheinlands und des heutigen Belgiens entfaltete, wird auf seinem Grabstein als eine Person von besonderer Gelehrsamkeit, guter Sitten, Mildtätigkeit und angenehmem Äußeren bezeichnet. Dieser Grabstein ist bis heute in der Pfarrkirche zu Alden Biesen zu sehen, wo Edmund seine letzte Ruhestätte fand.